# 亞當·沃施
亞當·沃施（1844年—1902年1月8日）是德國出生的美國罪犯。蘇格蘭場偵探羅伯特·安德森給他起了個綽號“犯罪界的拿破崙”（因為他身材矮小）。他被廣泛認為是福爾摩斯系列中虛構的犯罪策劃者詹姆斯·莫里亞蒂的靈感來源，作者阿瑟·柯南·道爾爵士稱此角色為“犯罪界的拿破崙”。